# 冊封使
冊封使是在古代東方的朝貢體系下，中國皇帝向受冊封國派遣的使節。接受冊封的君主被中國皇帝授予爵位或官職，名義上成為中國皇帝的臣下，成為中國的冊封國。
冊封國發生王位更替的時候，國王往往都會向中國請求冊封。中國皇帝則將冊封的詔敕和祭祀先王的祭文賜給冊封使。冊封使團到達冊封國之後，國王率百官出迎，由冊封使宣讀祭文祭祀先王，然後宣讀冊封是詔敕，冊封國國王行三跪九叩之禮接詔。
歷史上曾有不少國家接受中國的冊封。比較著名的就是朝鮮、越南和琉球。朝鮮本是明朝的冊封國，在明朝與後金（清朝）的戰爭中一度支持明朝，後來在丙子之役戰敗之後成為清朝的冊封國。每當冊封使到達朝鮮的時候，朝鮮國王都會率百官在迎恩門接受冊封。而琉球人則將冊封使稱為「唐之按司」， 琉球國王率百官在守禮門接受冊封。
根據清朝期間的規定，朝鮮冊封使的品位為正三品以上，而越南、琉球的冊封使為正五品以下、從七品以上。
日本在倭五王時代曾接受中國冊封；室町時代，日本的幕府將軍也曾一度接受中國冊封，但後來便脫離了冊封體系。

## 外部連結
- （日語）[永久]
- （日語）